# Rudolf Betz (Fotograf)
Rudolf Betz (* 1907; †  1970 in München) war ein deutscher Fotograf.

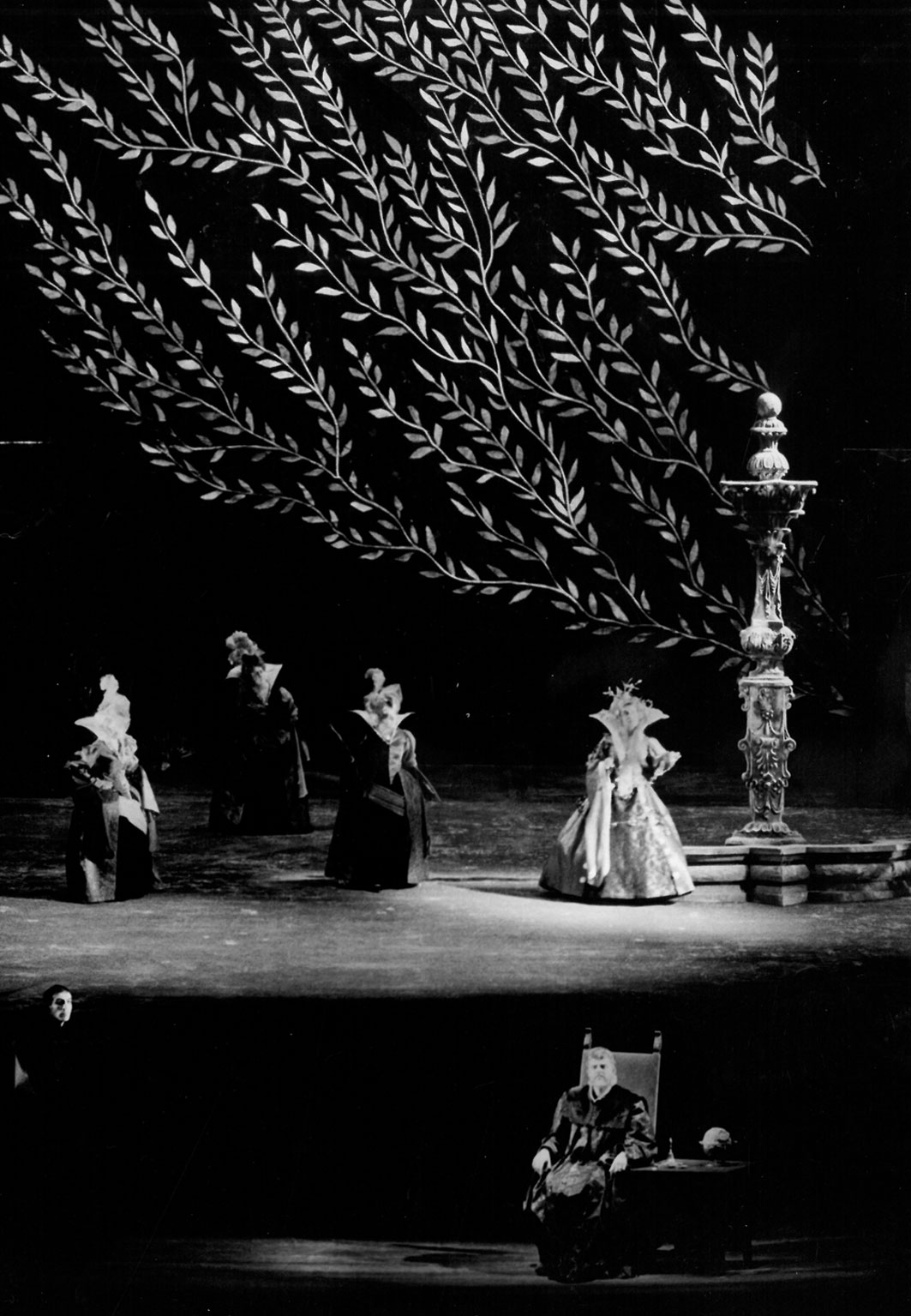
Karl V. an der Bayerischen Staatsoper in der Inszenierung von Hans Hartleb; Foto von Rudolf Betz

## Leben
Rudolf Betz kam nach einem abgeschlossenen Studium der Volkswirtschaft als Autodidakt zur Fotografie. Nach Anfängen im Bereich der Landschaftsaufnahmen fand er im Mai 1940 am Münchner Nationaltheater zur Bühnenfotografie, seinem zukünftigen Hauptarbeitsfeld von 1947 bis 1970. Ein Schwerpunkt lag dabei auf der Ballettfotografie. Neben Opern- und Schauspielfotos machte Betz sich außerdem auch mit Industrie-, Werbe- und Modeaufnahmen einen Namen und betrieb ein auf Künstlerporträts spezialisiertes Porträtatelier.
Sein fotografischer Nachlass, der vor allem seine Arbeit für die Bayerische Staatsoper, das Bayerische Staatsschauspiel und das Staatstheater am Gärtnerplatz umfasst, befindet sich im Deutschen Theatermuseum München.

## Veröffentlichung
- Dynamisches Ballett. Keller Verlag, Starnberg 1961.